# Короткие рассказы из Хогвартса о героизме, лишениях и опасных хобби

«Короткие рассказы из Хогвартса о героизме, лишениях и опасных хобби» (англ. Short Stories from Hogwarts of Heroism, Hardship and Dangerous Hobbies) — книга Джоан Кэтлин Роулинг, увидевшая свет на сайте Pottermore 6 сентября 2016 года одновременно с книгами «Хогвартс: Неполный и недостоверный путеводитель» и «Короткие рассказы из Хогвартса о власти, политике и назойливых полтергейстах». Эти три книги изданы только в электронном виде.
Эта небольшая книга рассказывает о биографиях некоторых преподавателей школы Хогвартс: Минервы Макгонагалл, Римуса Люпина, Сивиллы Трелони и Сильвануса Кеттлберна, предшественника Хагрида на посту преподавателя ухода за магическими существами. Книга содержит не только художественное повествование, но и «заметки на полях» самой писательницы, объясняющие, как и почему персонаж родился именно таким и получил своё имя.